# Multekrem
La multekrem es un postre noruego tradicional hecho con moras de los pantanos, nata montada y azúcar. Las moras pueden servirse a temperatura ambiente o calientes. Es frecuente servir la multekrem con krumkake o kransekake. El multekrem es también un postre tradicional de las cenas navideñas noruegas.